# Yugo Tatsuta
Yugo Tatsuta (立田 悠悟 Tatsuta Yūgo?, Shimizu (actualmente Shizuoka), Shizuoka, 21 de junio de 1998) es un futbolista japonés que juega como defensa en el Fagiano Okayama de la J1 League.

## Trayectoria

### Clubes
| Club            | País  | Año       |
| --------------- | ----- | --------- |
| Shimizu S-Pulse | Japón | 2017-2022 |
| Kashiwa Reysol  | Japón | 2023-2024 |
| Fagiano Okayama | Japón | 2025-     |